# 월가를 점거하라
월가를 점거하라(영어: Occupy Wall Street, OWS)는 2011년 기준으로 미국 뉴욕주 뉴욕 월 가에서 진행된 시위이다. 미국의 가을이라고 부르기도 하며, 사람들은 아랍의 봄(2011년 이집트 카이로의 타흐리르 광장에서 촉발됨)과 5월에 시작된 스페인의 "분노한 사람들"과 비교하기도 한다.

## 개요
캐나다의 반소비지상주의 잡지인 애드버스터즈에서 항의의 의미로 미국 금융 중심가인 월 가에서 행진을 시도하는 등의 활동으로 시위를 호소하였고, 트위터와 같은 SNS로 활동 범위를 넓혀나갔다.
2011년 9월 17일 토요일부터 브로드웨이와 메이든 거리와 가까운 즈카티 공원에서 이틀 밤을 새운 시위대는 월요일 아침이 되자 거리로 나섰다.
즈카티 공원은 2006년 재개장 하기 전에는 자유 광장 공원으로 불렸으며, 이날 이후 즈카티 공원에서는 대중 토론이 열리는 등으로 시위대의 본부와 작전 지휘소가 되었다. 전 세계에서 이 시위에 동참하는 자발적인 원조 물품이 도착하여 쌓이게 되고, 시위대는 추위를 이기기 위해 담요와 가방으로 둘러싸고 근처 가게에서 상자를 가져다 깔고 농성을 계속하였다.

## 대선
프랭클린 마셜 대학교의 테리 마돈나 정치학자는 "이번 시위는 계층 투쟁이라는 더 큰 주제의 일부이기 때문에 버락 오바마 대통령의 재선에 도움이 될 것"이라고 분석했다.

## 확산
월가 시위를 모델로 다른 도시에서도 점령시위가 확산되고 있다. 보스턴, 워싱턴, 시카고, 로스앤젤레스, 샌프란시스코, 샌디에이고 등 다른 대도시에서도 시위 가 일어났으며, 미국을 넘어서서 세계 각지로 확산되어 2011년 10월 15일 캐나다의 증권거래소 앞에서도 같은 시위 가 열렸으며, 대한민국의 서울특별시의 여의도, 서울역 등지에서도 시위가 일어났다.

## 시간대별 정리
- 2011년 9월 17일 - 미국 사회의 경제 불안과 부조리에 항의하는 "고학력 저임금 세대" 30여명이 월가에서 처음 시위를 벌였다. 구호는 '월가를 점령하라'(Occupy Wall Street)였다.[5] 이들은 미국을 경제위기에 빠뜨리고서도 수백만 달러의 퇴직금을 챙겨 떠나는 월가 최고경영자들에게 분노하고 있다.[6]
- 2011년 9월 26일 - 다큐멘터리 감독 마이클 무어가 저녁 시위대에 동참했다.
- 2011년 9월 28일 - 진보정치활동 및 반전운동을 적극적으로 펼쳐온 할리우드 여배우 수전 서랜던(63)이 뉴욕증권거래소(NYSE) 인근의 즈카티 공원에서 열리는 시위에 참여했다.[7]
- 2011년 10월 1일 - 시위대는 "우리는 미국의 최고 부자 1%에 저항하는 99% 미국인의 입장을 대변한다" "미국의 상위 1%가 미국 전체 부(富)의 50%를 장악하고 있다" "매일 아침 일어나서 방값 걱정, 끼니 걱정을 하지 않게 해 달라" 등 구호를 외쳤다.[5]

## 10월 15일 시위
10월 15일에 대규모 시위를 미국의 주도적인 활동가들이 주장한 가운데 세계 주요 도시에서 반월가 시위가 전 세계 1500여 개의 도시에서 일어났다. 서울에서도 덕수궁과 여의도 주변에서 반월가 시위가 일어난 가운데 인터넷으로만 이뤄진 반월가 시위는 빈부격차 해소, 비정규직 처우 개선 등으로 국가에 따라 다양하게 나타나고 있다. 이탈리아 로마에서는 폭력적인 시위대가 평화로운 시위대 주변으로 끼어들어 폭력 시위로 격화되면서 최소 70명이 체포된 것으로 보도됐으며 벨기에, 그리스, 스페인 등의 여러 도시에서 금융 권력의 집중과 정치인들의 부패에 대해 각성을 요구했다.
여러 시위 세력들이 시작한 미국에서만 뉴욕, 워싱턴 D.C, 보스턴, 필라델피아, 로스앤젤레스, 샌프란시스코, 마이애미, 시애틀 등 100개 도시에서 동조시위가 벌어졌다. 아시아와 오세아니아와 캐나다, 브라질 등 시간대 상으로 가장 늦게 시작한 아메리카 대륙에서도 시위가 계속되었다. 아시아 주요 도시들에서는 "OCCUPY TOKYO", "OCCUPY TAIPEI" 등의 구호를 외치는 시민들이 행진을 이어갔다. 도쿄의 경우 부유층이 집단 거주하는 롯폰기를 행진하면서 플래카드를 들고 시위에 동참했다.

## 2012년 메이데이 총파업 선언
2012년 3월, 오큐파이 월스트리트는 메이데이에 총파업(General Strike)를 시행할 것을 선언하고, 2012년 5월 1일을 99%를 위하지 않는 시스템에 대항해 일하지 않는 날, 집안일 하지 않는 날, 학교에 가지 않는 날, 소비하지 않는 날(No Work, No Housework, No School, No Shopping), 즉 "99%가 없는 날"로 만들자고 제안했다. 이번 총파업은 사회가 먼저 선언한 이후에 노동조합의 참여를 촉구했다는 점, 노동조합을 통해 작업장이나 지역 단위로 조직된 노동자가 아니라 오큐파이 운동에 참여하고 있던 불안정노동자(Precariat)들이 선언했다는 점을 특징으로 한다.

## 같이 보기
- 토마 피케티
  - 21세기 자본론